# Psilocurus pygmaeus
Psilocurus pygmaeus là một loài ruồi trong họ Asilidae. Psilocurus pygmaeus được Hull miêu tả năm 1961. Loài này phân bố ở vùng Tân Bắc giới.